# Stanley O'Neal
Stanley O’Neal est né le 7 octobre 1951 à Roanoke (Alabama) et est de 2002 à 2007 le PDG de Merrill Lynch.

## Biographie
Petit-fils d'un esclave, Stanley O’Neal habita jusqu'à 12 ans à Wedowee, un village dans l'Alabama. Sa famille déménagea à Atlanta, ce qui donna la possibilité à O’Neal de travailler chez General Motors. Il obtient un diplôme de Bachelor à la General Motors Institute (actuellement la Kettering University), puis, grâce à une bourse, alla à l'Université de Havard pour finir avec un MBA en 1978. Il changea d'entreprise pour Merrill Lynch en 1986, et gravi rapidement les échelons, pour terminer PDG entre 2002 et 2007.
À la fin de 2007, Merrill Lynch publia sa plus grande perte trimestrielle (8 milliards de dollars), à la suite de la forte exposition de Merrill Lynch aux produits structurés et à l'immobilier. Néanmoins, le conseil d’administration accepta la démission de Stanley O’Neal de Merrill Lynch et lui attribua une prime de départ de plus de 160 millions de dollars pour ses loyaux services. Certains critiquent la complaisance du conseil d’administration, étant donné le rôle qu'O'Neal a joué en exposant Merrill Lynch très fortement à l'immobilier, à travers des CDO notamment (Merrill Lynch fut le plus grand émetteur de CDO). 
En 2008, la Bank of America annonce l'acquisition de Merrill Lynch pour 50 milliards de dollars. 